# Orange Warsaw Open
Orange Warsaw Open (tidigare Orange Prokom Open) var en tennisturnering som spelades årligen i Warszawa, Polen. Den var en del av 250 Series på ATP-touren och den spelas utomhus på grus. Mellan 1992 och 2007, spelades turneringen i Sopot, innan den flyttade till Warszawa för 2008 års upplaga.
Turneringen har innan varit en del av damernas Tier IV- och Tier III-turnering på WTA-touren. Tävlingen lades dock ned 2004.

## Resultat

### Herrsingel
| Sopot    | Sopot             | Sopot            | Sopot            |
| År       | Mästare           | Finalist         | Resultat         |
| -------- | ----------------- | ---------------- | ---------------- |
| 2001     | Tommy Robredo     | Albert Portas    | 1–6, 7–5, 7–6(2) |
| 2002     | Jose Acasuso      | Franco Squillari | 2–6, 6–1, 6–3    |
| 2003     | Guillermo Coria   | David Ferrer     | 7–5, 6–1         |
| 2004     | Rafael Nadal      | Jose Acasuso     | 6–3, 6–4         |
| 2005     | Gael Monfils      | Florian Mayer    | 7–6(6), 4–6, 7–5 |
| 2006     | Nikolaj Davydenko | Florian Mayer    | 7–6(5), 5–7, 6–4 |
| 2007     | Tommy Robredo     | Jose Acasuso     | 7–5, 6–0         |
| Warszawa |                   |                  |                  |
| År       | Mästare           | Finalist         | Resultat         |
| 2008     | Nikolaj Davydenko | Tommy Robredo    | 6–3, 6–3         |

### Herrdubbel
| Sopot    | Sopot                                | Sopot                             | Sopot            |
| År       | Mästare                              | Finalister                        | Resultat         |
| -------- | ------------------------------------ | --------------------------------- | ---------------- |
| 2001     | Paul Hanley Nathan Healey            | Irakli Labadze Attila Savolt      | 7–6, 6–2         |
| 2002     | Frantisek Cermak Leos Friedl         | Jeff Coetzee Nathan Healey        | 7–5, 7–5         |
| 2003     | Mariusz Fyrstenberg Marcin Matkowski | Frantisek Cermak Leos Friedl      | 6–4, 6–7, 6–3    |
| 2004     | Frantisek Cermak Leos Friedl         | Martin Garcia Sebastian Prieto    | 2–6, 6–2, 6–3    |
| 2005     | Mariusz Fyrstenberg Marcin Matkowski | Lucas Arnold Ker Sebastian Prieto | 7–6, 6–4         |
| 2006     | Frantisek Cermak Leos Friedl         | Martin García Sebastian Prieto    | 6–3, 7–5         |
| 2007     | Mariusz Fyrstenberg Marcin Matkowski | Martin Garcia Sebastian Prieto    | 6–1, 6–1         |
| Warszawa |                                      |                                   |                  |
| År       | Mästare                              | Finalister                        | Resultat         |
| 2008     | Mariusz Fyrstenberg Marcin Matkowski | Nikolaj Davydenko Jurij Stjukin   | 6–0, 3–6, [10–4] |

### Damsingel
| Sopot | Sopot             | Sopot            | Sopot         |
| År    | Mästare           | Finalist         | Resultat      |
| ----- | ----------------- | ---------------- | ------------- |
| 1998  | Henrieta Nagyová  | Elena Wagner     | 6-3, 5-7, 6-1 |
| 1999  | Conchita Martínez | Karina Habšudová | 6-1, 6-1      |
| 2000  | Anke Huber        | Gala León García | 7-6, 6-3      |
| 2001  | Cristina Torrens  | Gala León García | 6–2, 6–2      |
| 2002  | Dinara Safina     | Henrieta Nagyová | 6-3, 4-0 ret. |
| 2003  | Anna Smashnova    | Klára Zakopalová | 6-2, 6-0      |
| 2004  | Flavia Pennetta   | Klára Zakopalová | 7-5, 3-6, 6-3 |

### Damdubbel
| Sopot | Sopot                                       | Sopot                                     | Sopot    |
| År    | Mästare                                     | Finalister                                | Resultat |
| ----- | ------------------------------------------- | ----------------------------------------- | -------- |
| 1998  | Květa Peschke Helena Vildová                | Åsa Svensson Seda Noorlander              | 6-3, 6–2 |
| 1999  | Laura Montalvo Paola Suárez                 | Gala León García María Sánchez Lorenzo    | 6-4, 6-3 |
| 2000  | Virginia Ruano Pascual Paola Suárez         | Åsa Svensson Rita Grande                  | 7-5, 6–1 |
| 2001  | Joannette Kruger Francesca Schiavone        | Julia Bejgelzimer Anastasia Rodionova     | 6-4, 6-0 |
| 2002  | Svetlana Kuznetsova Arantxa Sánchez Vicario | Jvgenija Kulikovskaja Jekaterina Sysojeva | 6-2, 6-2 |
| 2003  | Tatiana Perebijnis Silvija Talaja           | Maret Ani Libuše Prusová                  | 6-4, 6-2 |
| 2004  | Nuria Llagostera Vives Marta Marrero        | Klaudia Jans Alicja Rosolska              | 6-4, 6-3 |